# Herzogtum Schwaben
Das Herzogtum Schwaben (lateinisch Suevia, bis Mitte des 11. Jahrhunderts überwiegend als Herzogtum Alamannien bezeichnet) war neben Bayern, Franken, Lothringen und Sachsen eines der fünf jüngeren Stammesherzogtümer im ostfränkischen Reich. Es umfasste ein deutlich größeres Gebiet als das heute als „Schwaben“ bezeichnete Gebiet im Südwesten Deutschlands. So reichte das Herzogtum im Osten deutlich über den Lech hinaus bis zum Ammersee, grenzte im Westen an die Vogesen, erstreckte sich im Norden ungefähr bis an die Linie Straßburg–Ellwangen und dehnte sich im Süden, die gesamte heutige Ostschweiz (inklusive Zürich) sowie Vorarlberg einschließend, bis Chiavenna an der Grenze zur Lombardei sowie zum Gotthardpass aus.

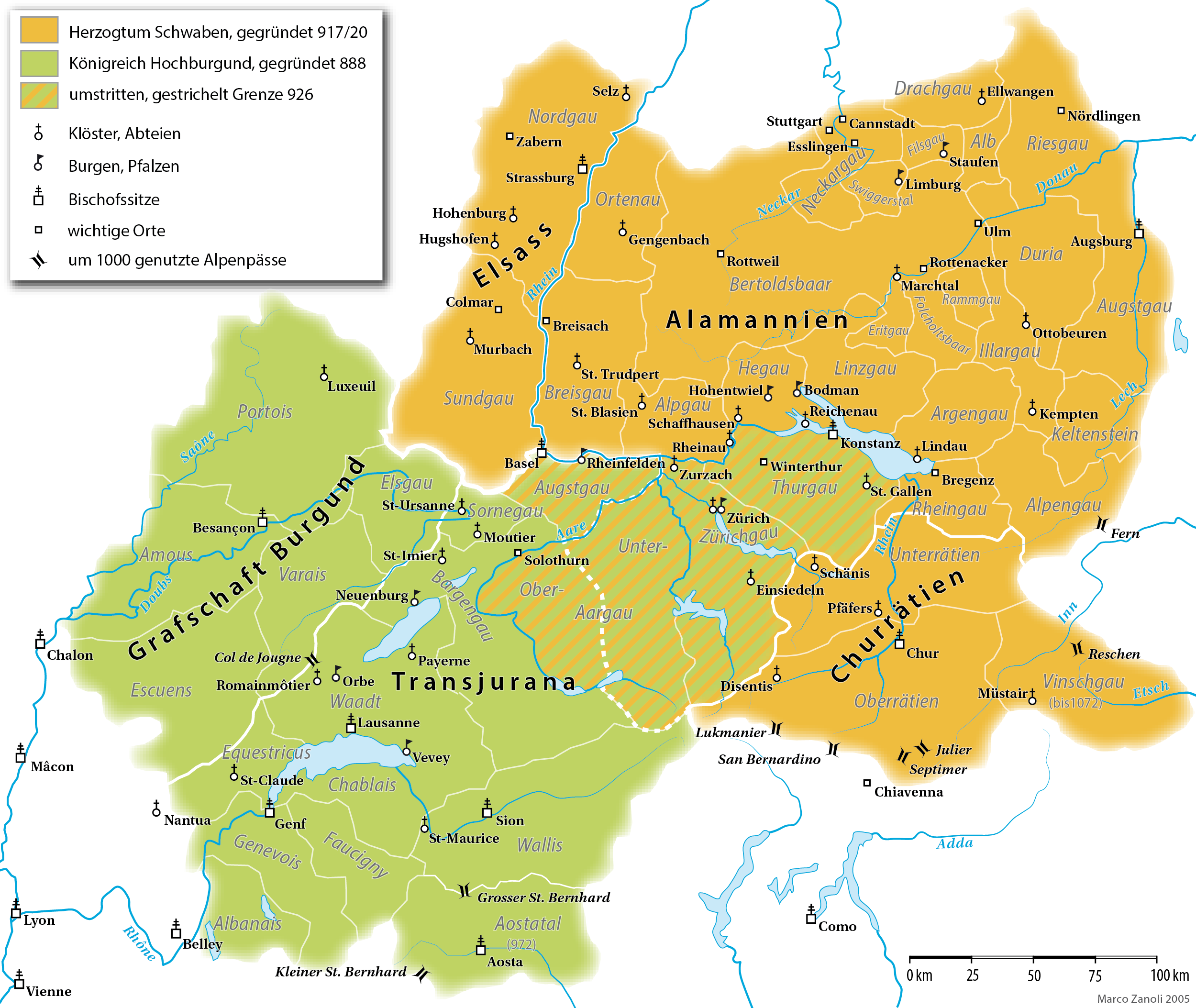
Herzogtum Alamannien (hier mit dem Elsass) und Hochburgund im 10. und 11. Jahrhundert

Politisch bestand das Herzogtum Schwaben etwa 350 Jahre, von Beginn des 10. Jahrhunderts bis zum Ende der Staufer um das Jahr 1250 und dem Ende der Stammesherzogtümer überhaupt. Die sich danach vollziehende Territorialentwicklung führte zu einer Vielzahl regionaler Gewalten, so dass der südwestdeutsche Raum „… als das Gebiet mit der größten territorialen Zersplitterung innerhalb des Reiches …“ bezeichnet wird. Diese Entwicklung gilt mit dem Beginn der Neuzeit als abgeschlossen und „… änderte sich bis zum Ende des Alten Reiches im Gefolge der Französischen Revolution nicht mehr“. Wichtige Territorien auf dem Gebiet des untergegangenen Herzogtums Schwaben waren die Grafschaft Württemberg, die Markgrafschaft Baden und Vorderösterreich. Mit dem Schwäbischen Bund schlossen sich im ausgehenden Mittelalter nochmals viele schwäbische Reichsstände zusammen.  
Als Gründungsjahr des Herzogtums Schwaben wird von manchen das Jahr 911 angesehen, das Jahr, in dem der letzte Karolinger, Ludwig das Kind, starb, und mit Konrad I., bislang Herzog von Franken, der erste Stammesherzog zum deutschen König gewählt wurde, von manchen hingegen das Jahr 915, als der erste Herzog ernannt wurde. Die vier Jahre dazwischen sind die Zeit, in der die regionalen alamannischen und rätischen Adligen in einer blutigen Auseinandersetzung die Vorherrschaft zu erringen versuchten. Der Vorläufer des Herzogtums Schwaben war das ältere Stammesherzogtum Alamannien, das nach der Eroberung des alamannischen Stammesgebiets durch die Franken wohl im 6. Jahrhundert unter fränkischer Führung entstand und 746 aufgelöst wurde.

## Vorgeschichte, das ältere Stammesherzogtum Alamannien
Das Amt der Herzöge, der Duces, war aus der spätrömischen Verwaltung im Westfrankenreich entstanden. Der Herzog war Vertrauensmann des Königs, der ihn jederzeit ablösen oder absetzen konnte. Er war für den Erhalt des Friedens, die Einziehung der Steuern und Tribute sowie zur Heerfolge verpflichtet. Üblicherweise war der Herzog nur für ein kleines Gebiet zuständig. In Alemannien bildeten sich früh aus vielen kleinen Gaukönigen größere Hausgüter, die durch die jeweils mächtigsten und wohl auch verwandten Adelsgeschlechter regiert wurden. Selten oder nie war nur ein einzelner Herzog für das gesamte Herzogtum Alemannien zuständig.
Wie es in der Chronik Fredegars überliefert wird, waren in den Bruderkriegen der Merowingerkönige die alamannischen Herzöge gelegentlich Machtfaktor der großen Politik. So war im Jahr 587 Herzog Leutfried abgesetzt und durch Uncilin ersetzt worden. Das Herzogtum Uncilins wurde bei der Erbteilung der Könige 596 gespalten, das linksrheinische Gebiet wurde dem Austrasierkönig Theudebert genommen und an seinen Bruder Theuderich gegeben.
Eine Notiz des oströmischen Chronisten Agathias um 570 beschreibt die Alemannen als Heiden, doch seien bereits einige zum Christentum übergetreten. Die Christianisierung hatte zwar unter den Römern begonnen, so waren schon 510 mit Bubulcus die ersten Bischöfe Alemanniens vermutlich die in Vindonissa und der dortige letzte, Cromatius, zugleich erster Bischof von Konstanz. Im Jahr 610 kam Kolumban an den Bodensee. 630 zog Herzog Chrodebert nach Böhmen und kehrte mit reicher Beute heim.
709 bis 712 eroberte Pippin der Mittlere das alemannische Stammesgebiet unter Herzog Willehari. 771 verstieß Karl der Große seine langobardische Gemahlin Desiderata und heiratete Hildegard, eine fränkische Adlige und Enkelin mütterlicherseits von Herzog Nebis. Ihr Vater war Gerold I, ein fränkischer Graf. Ihr Bruder Gerold der Jüngere genoss im Herzogtum Alamannien und bei König Karl höchstes Ansehen. Auf ihn soll nach der Überlieferung das erbliche Privileg schwäbischer Grafen auf den Vortritt im Kampf und das Führen der Reichssturmfahne zurückgehen.

## Entstehung des jüngeren Stammesherzogtums Alamannien
Mitte des 8. Jahrhunderts war der Versuch des alemannischen Herzogs Theutbald gescheitert, sein Herrschaftsgebiet aus dem Merowingerreich zu lösen. Theutbald verlor sein Herzogtum, und mit dem Blutgericht zu Cannstatt ging dieses ältere alemannische Stammesherzogtum unter. Unter den Karolingern wurden in der Folgezeit vermehrt fränkische Adlige mit der Verwaltung Alamanniens betreut und das Gebiet wurde – wenn auch nicht flächendeckend – in Grafschaften eingeteilt, die sich jedoch teilweise noch auf die alten Gaue bezogen. Auch personell kam es mit zunehmender Zeit zu einer Verschmelzung des alten alemannischen Adels mit den neu eingesetzten fränkischen Familien. Das Stammesgebiet der Alemannen wurde dadurch neu geordnet, blieb aber ansonsten intakt. Im Vertrag von Verdun 843 kam Alamannien gemeinsam mit dem benachbarten Rätien an das ostfränkische Reich Ludwigs des Deutschen, der es später wiederum an seinen jüngsten Sohn Karl III. gab. In der Spätzeit der Karolinger gewannen die Stämme wieder größeren Einfluss, die „jüngeren“ Stammesherzogtümer entstanden. Zu ihnen gehörte auch das neue Herzogtum Alamannien (die Bezeichnung „Schwaben“ setzte sich erst in der Mitte des 11. Jahrhunderts durch), dessen Bildung jedoch aufgrund Streitigkeiten innerhalb des alemannischen Adels verzögert wurde.

## Alaholfinger, Burchardinger, Konradiner und Ottonen
Ab etwa 900 gab es Versuche, ähnlich wie in anderen ostfränkischen Gebieten, auch in Alamannien/Schwaben ein Stammesherzogtum zu errichten. Verhindert wurde dies zuerst durch die Rivalität zweier Familien, der Alaholfinger bzw. Bertholde und der Burchardinger bzw. Hunfridinger, sowie durch den Bischof Salomo III. von Konstanz, der keinen Herzog zwischen sich und dem König dulden wollte. So wurde Burchard, der Sohn Adalberts des Erlauchten, des damals mächtigsten Adligen in Schwaben, 911 entweder nach einer tumultuarisch verlaufenen Versammlung erschlagen oder hingerichtet (die Quellenlage ist hierzu nicht eindeutig – ebenso ist offen, ob er den Titel eines Herzogs von Schwaben zuvor trug oder nur anstrebte). Danach strebte der Pfalzgraf bzw. Königsbote Erchanger von Schwaben die Herzogswürde an, überwarf und versöhnte sich 913 mit dem König, bevor sich 914 der Konflikt zuspitzte: Erchanger nahm Bischof Salomo gefangen, wurde danach von König Konrad I. gefangen genommen und des Landes verwiesen. Er verbündete sich mit dem gleichnamigen Sohn des 911 verstorbenen Burchard. Beide besiegten nach ihrer Rückkehr 915 ihre schwäbischen Gegner in der Schlacht von Wahlwies. Erchanger wurde zum Herzog erhoben, bevor er 916 auf der Synode von Hohenaltheim verurteilt und 917 auf des Königs Befehl hingerichtet wurde.
Die Einrichtung eines schwäbischen Stammesherzogtums ließ sich jedoch nicht länger verhindern. Burchard II., der Markgraf von Rätien (womit man zu der Zeit nur noch den Oberlauf des Rheins bezeichnete), setzte die Empörung seines Vorgängers fort, beanspruchte das Herzogtum für sich und konnte sich in diesem Amt auch länger halten, unter anderem dadurch, dass er den Burgunderkönig Rudolf II., seinen Nachbarn im Südwesten, 919 in der Schlacht bei Winterthur besiegte und ihn dann 922 zu seinem Schwiegersohn machte – und ihm gleichzeitig das Land westlich der Reuss und südlich des Rheins, im Wesentlichen also den Aargau, abtrat (womit dieses Gebiet erst einmal aus dem Reichsverband ausschied), während dessen Bruder Ludwig Graf in Burchards Thurgau wurde. Die Unterstützung der italienischen Machtpolitik seines Schwiegersohns kostete ihn 926 vor Novara sein Leben, aber seine Machtbestrebungen in Schwaben sicherten immerhin die dauerhafte Existenz eines schwäbischen Herzogtums, auch wenn sie ihm trotz Klostergründungen seitens kirchlicher Chronisten aus St. Gallen und Reichenau den Nachruf einbrachten, ein Kirchenräuber gewesen zu sein. Über Burchards II. Stellung und die Reichweite seiner Herrschaft sind nur knappe Nachrichten vorhanden: In Stellvertretung des Königs hat Burchard Rechte gegenüber den Reichskirchen wahrgenommen. Auch berief er andere schwäbische Fürsten zu seinen Landtagen und versuchte seine Herrschaft über seinen rätisch-thurgauischen Kernraum hinaus geltend zu machen.
Nach Burchards II. Tod 926 entbrannte der Kampf um seine Nachfolge. Da sein Sohn Burchard (III.) damals erst ungefähr zehn Jahre alt war, nutzte König Heinrich I. die Möglichkeit, das Herzogtum auf dem Reichstag zu Worms im gleichen Jahr an seinen Vetter Hermann aus dem Geschlecht der Konradiner zu vergeben und diesen mit der Witwe Burchards zu vermählen – und damit einen Präzedenzfall dafür zu schaffen, wer für die Investitur der Herzöge von Schwaben zuständig war (der König) und wer nicht (der Adel des Landes bzw. die Erbfolge). Heinrich bestimmte den Franken und Konradiner Hermann zum Herzog, der Burchards II. Witwe Regelinda heiratete und damit der ob der Vorgehensweise des Königs aufkommenden Front der schwäbischen Adligen gegen ihn erst einmal die Spitze nahm. Allerdings musste er weitere Konzessionen in der heutigen Schweiz machen: St. Gallen wurde endgültig dem Schutz des (deutschen) Königs unterstellt, das Bistum Chur erhielt Reichsgut zugesprochen, das der Herzog bislang selbst genutzt hatte. Auch wenn der neue Herzog von Schwaben mit dem König verwandt war und die Witwe seines Vorgängers geheiratet hatte, waren seine machtpolitischen Grenzen doch enger gesteckt, sein Besitz geringer und er fügte sich.

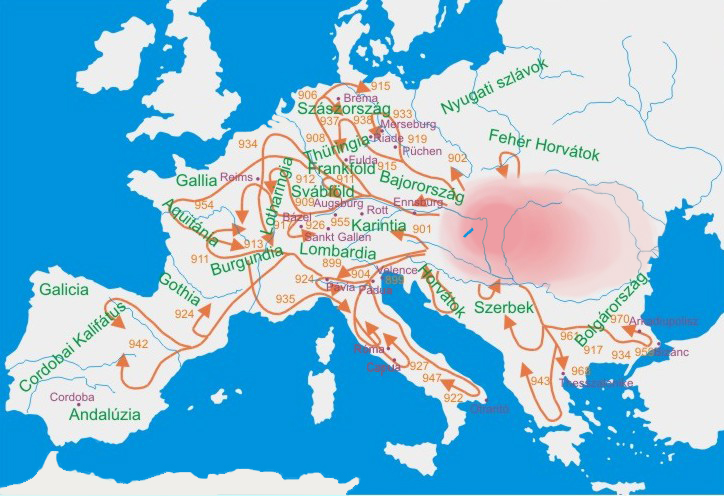
Die Züge der Ungarn nach Mittel- und Südeuropa

Zwischen 909 und 955 nahmen die für die süddeutschen und auch die Voralpenlande verheerenden Ungarneinfälle erheblichen Einfluss auf das gesamte Geschehen, da Dörfer, auch Städte und Klöster vernichtet wurden und die Bevölkerung vielfach abgeschlachtet worden war. Auch nach dem Sieg Otto des Großen in der Schlacht auf dem Lechfeld (955), dauerte es noch Jahrzehnte bis zur Erholung der Region. Die Konflikte um die Herrschaft in diesen Räumen zwischen Königen und dem Adel fand um ein weitgehend verbranntes Land statt.
Vorerst nur im größeren geographischen Zusammenhang avancierte das Land aufgrund der politischen Interessen der Ottonen zum Dreh- und Angelpunkt europäischer Machtpolitik: Die Herrschaft über die Alpenpässe unterstützte die Interessen in Italien, die Herrschaft über die Burgundische Pforte die Interessen in Burgund. So konnte König (und später Kaiser) Otto der Große nach Hermanns Tod auf dem folgenden Reichstag zu Worms (950) das Herzogtum seinem eigenen Sohn Liudolf überantworten – nachdem dieser kurz vor Hermanns Tod auch dessen Erbtochter Ida geheiratet hatte.
Jedoch erscheint dieser Schachzug als Fehler, da Liudolf mit Unterstützung von Bayern (seinem Vetter Heinrich dem Zänker) und Lothringen bald darauf gegen seinen Vater rebellierte, in der Folge erst das Herzogtum verlor (954) und drei Jahre später auch das Leben (957). Der Nachfolger, den Otto nun aussuchte, war jemand, der alle Seiten zufriedenstellen konnte: der Schwabe Burchard III., Sohn von Burchard II., verheiratet mit Hadwig, der Schwester des aufrührerischen Bayernherzogs Heinrich II. und Nichte des Königs. Burchard III. und vor allem Hadwig beherrschten das Land vom Hohentwiel aus, erst offiziell bis zu Burchards Tod 973, dann inoffiziell die Witwe bis 994 – obwohl das Herzogtum wieder an die Sachsen zurückfiel, diesmal an Otto I., den Sohn des aufrührerischen Liudolf und damit Enkel zum einen des kurz zuvor gestorbenen gleichnamigen Kaisers, zum anderen des früheren Herzogs Hermann I. – und Neffen des neuen Kaisers Otto II.; wie zu erwarten, erwies sich Otto als wertvolle Stütze des Königs, starb allerdings unverheiratet und kinderlos bereits 982 auf einem Italienfeldzug und damit für die Interessen des Herrscherhauses viel zu früh.
Das Herzogtum Schwaben ging nun wieder auf die Franken über, auf Konrad, einen Verwandten Hermanns I., vor allem aber wohl als Schwager Liudolfs, dem es auch erstmals gelang, den Titel in der Familie zu halten: Hermann II. war sein Sohn, Hermann III. dessen Sohn, Ernst I. der Schwiegersohn Hermanns II., Ernst II. und Hermann IV. waren die Söhne von Ernst I., so dass sich nun für mehr als 50 Jahre erstmals so etwas wie dynastische Kontinuität ergab – wenn auch nicht vom Amtsinhaber geplant.
Die Einsetzung des kaisertreuen Konrad wurde 983 auf dem Hoftag in Verona dokumentiert; er und seine Nachfolger wurden „dux Alemannorum et Alsatiorum“ (oder „Herzog der Schwaben und Elsässer“ wie in einer königlichen Urkunde von 988) genannt, Straßburg galt als ihre Hauptstadt („caput ducatus“), der Schwerpunkt des Herrschaftsgebietes verlagerte sich deutlich nach Norden.
Als jedoch Hermann II. auch noch deutscher König werden wollte und dabei dem Bayernherzog Heinrich (dem Sohn des Zänkers) unterlag, der als Heinrich II. 1002 die Königswahl gewann, wurden er und seine Familie in der Folge in ihre Schranken gewiesen: Heinrich trennte das Elsass ab und übernahm die Regierung des Herzogtums selbst, ein Zustand, der bis zur Jahrhundertmitte faktisch (nicht rechtlich) erhalten blieb.
Hermann II. war 1003, ein Jahr nach der verlorenen Königswahl, gestorben, sein einziger Sohn Hermann III. starb 1012 unmündig und kinderlos. Heinrich gab das Herzogtum erneut an einen Auswärtigen, Ernst, einen jüngeren Sohn aus dem Haus der Markgrafen der Marcha Orientalis (Ostarrichi, das spätere Österreich), einem Zweig der Babenberger, der als Ernst I. das Amt antrat, sich kurz darauf durch die Hochzeit mit Gisela, der Tochter seines Vorgängers, weiter legitimierte, und dem innerhalb der drei Jahre, die ihm bis zu dem als Jagdunfall getarnten Racheakt blieben, dem er zum Opfer fiel, zwei Söhne geschenkt wurden, Ernst II. und Hermann IV., die nacheinander seine Nachfolger werden sollten.

## Die Salier
Während der Unmündigkeit von Ernst II. übernahm seine Mutter Gisela die Regentschaft, blieb dabei aber nicht ledig. Sie heiratete Ende 1016 oder Anfang 1017 Konrad von Speyer, von dem sie noch im Oktober des Jahres einen weiteren Sohn, Heinrich, bekam. Konrad wurde, als mit Kaiser Heinrich II. das Sachsenhaus 1024 ausstarb, zu seinem Nachfolger (Konrad II.) gewählt und 1027 bereits zum Kaiser gekrönt, Heinrich war der designierte Nachfolger Heinrich III. – das Herrscherhaus der Salier war angetreten und die schwäbische Herzogstochter Gisela war ihre Stammmutter.
Die Herrschaft des Königs über das Herzogtum Schwaben war damit gesichert. Ernst II. jedoch versuchte die Bevormundung abzuschütteln, rebellierte gegen seinen Stiefvater, kaum dass er erwachsen geworden war – nicht zuletzt auch, weil er durch seine Großmutter Gerberga von Burgund, die Ehefrau des Herzogs Hermann II., mittlerweile als Erbe des Königreichs Burgund in Betracht kam, da der dortige Herrscher, Rudolf III., Gerbergas Bruder, als einziger Sohn seines Vaters selbst kinderlos war. Seine Erbansprüche waren allerdings nur aufgrund seines Alters vorrangig vor denen seines Bruders Hermann – und vor denen des Königssohns Heinrich, den sein Vater, der Kaiser, aus nachvollziehbaren Erwägungen eher als Erben sah. Die Rebellion des Herzogs schlug fehl, Ernst wurde 1030 bei der Burg Falkenstein im Schwarzwald erschlagen. Das burgundische Erbe ging wie geplant an Heinrich und Hermann, der noch unmündige mittlere Sohn Giselas, konnte froh sein, dass ihm das Herzogtum Schwaben gelassen wurde. Hermann IV. starb selbst bereits acht Jahre später, woraufhin der Kaiser das Herzogtum einzog und nicht an dessen Kinder weitergab, die sich mit den Grafschaften Kastl und Sulzbach begnügen mussten.
Der Widerstand des Herzogs Ernst II. ist in die Sage von Herzog Ernst von Bayern eingegangen. Es hat allerdings mit der historischen Wahrheit nur insoweit zu tun, als der Name und die Opposition zum Kaiser stimmt, der Rest ist Romantik.
Erst 1045 setzte Heinrich einen neuen Herzog ein (Goslar, 7. April). Seine Wahl fiel auf den lothringischen Pfalzgrafen Otto (Ezzonen). Als dieser bereits 1047 starb, ging das Herzogsamt auf den Markgrafen Otto von Schweinfurt aus dem fränkischen Zweig der Babenberger, der in neun Jahren Amtszeit als Otto III. ebenfalls kaum Akzente setzen konnte. Mittlerweile jedoch führte das Fehlen eines starken Herzogs im Land und dessen Abhängigkeit vom König zu einem Erstarken der nächsten Ebene: Gräfliche Dynasten entfalteten ihre Macht, die Staufer (aus dem Nördlinger Ries stammend), die Zähringer (aus der Gegend um Weilheim an der Teck), die Welfen (aus der Gegend um Ravensburg) und die Habsburger (aus der nördlichen Schweiz) traten nunmehr in das Licht der Geschichte. Und das erstmalige Nichternennen eines Amtsinhabers, das Heinrich sich leisten konnte, war ein deutliches Zeichen seiner Entbehrlichkeit.
Offenbar war nun die Zeit gekommen, diese Entwicklung zu berücksichtigen. Heinrich III. hatte dem Zähringer Grafen Berthold die Nachfolge Ottos III. zugesagt und dies durch einen Ring dokumentiert. Als jedoch die Nachfolgefrage 1057 konkret wurde, war Heinrich gestorben (1056), regierte seine Witwe Agnes von Poitou das Land und hatte ein burgundischer Graf, Rudolf von Rheinfelden, ihre älteste Tochter Mathilde entführt und 1059 dann zur Frau genommen (Mathilde starb bereits 1060). Agnes ignorierte die Zusage ihres verstorbenen Mannes, machte Rudolf zum Herzog von Schwaben und Berthold zum Herzog von Kärnten, was diesen aber durchaus nicht zufriedenstellte. Und Rudolfs Ehrgeiz war durch diese Erpressung durchaus nicht gestillt. 20 Jahre später, im Zusammenhang mit dem Investiturstreit, dem Bann des Königs Heinrich IV. und seinem Gang nach Canossa, ließ sich Rudolf gegen seinen früheren Schwager mit Unterstützung des übergangenen Berthold von Kärnten und des Bayernherzogs Welf IV. zum König wählen. Nach seiner Rückkehr aus Italien ließ Heinrich seine Gegner wegen Hochverrats verurteilen und aller Ämter entheben – der nachfolgende Krieg tobte in Schwaben besonders heftig, Opfer war in der Regel die bäuerliche Bevölkerung, die im Fall einer Niederlage damit rechnen musste, in die Sklaverei verkauft zu werden, sofern sie die Rache der jeweiligen Sieger überlebt hatte.

## Die Staufer

Das Wappen der Staufer, belegt um 1220 als Wappen Heinrichs (VII.), wurde im 16. Jahrhundert zum Wappen des Schwäbischen Reichskreises.

Heinrich IV. löste das Problem der Vakanzen auf den herzoglichen Thronen Schwabens Ostern 1079 durch die Ernennung des mächtig gewordenen Grafen Friedrich von Staufen zum Herzog, der er zehn Jahre später die Vermählung mit seiner Tochter Agnes folgen ließ – woraufhin die päpstliche Partei den Sohn des abgesetzten Rudolf, von seinem Vater bereits zum Nachfolger ernannt, als Gegenherzog Berthold I. aufstellte, dem 13 Jahre später der Zähringer Berthold II. folgte: die Auseinandersetzung zwischen Papsttum und Königtum hatte die zweite Ebene erreicht. Erst 1098 kam es zur Verständigung: Friedrich und Berthold einigten sich, beide behielten den Herzogstitel, Berthold bekam die Stadt Zürich, Schwaben wurde faktisch geteilt: die Zähringer saßen im Thurgau, in Zürich, im Breisgau, im Schwarzwald und auf der Baar, im Neckargau, hatten Besitz in Burgund und die Kontrolle der Alpenpässe – und in Oberschwaben hatten die Welfen ihre Hausmacht. Die Teilung blieb bis zum Tod des letzten Herzogs Berthold V. im Jahr 1218 bestehen; die Staufer, zu diesem Zeitpunkt schon lange an der Spitze des Reiches stehend, konnten nun das Erbe weitgehend vereinnahmen.
Die schwäbische Herzogswürde war für die Staufer das Sprungbrett zu höheren Ehren. Das Herzogtum blieb nun knapp 200 Jahre in ihrer Hand, war dann aber bald nur noch eine unter vielen Herrschaften und nicht einmal die unumstrittenste. Es wurde nach den Herzögen Friedrich I. und Friedrich II. von Friedrich III., der als Friedrich I. (Barbarossa) Kaiser wurde, zum sekundären Titel innerhalb der Familie degradiert, mit dem Vettern (Friedrich von Rothenburg als Friedrich IV.) und nicht zum Königsamt gelangte Söhne (Friedrich V. und Konrad II.) versorgt wurden, bis 1198 mit Philipp von Schwaben einer dieser „Versorgungsfälle“ in der Doppelwahl gegen Otto von Braunschweig von den staufischen Parteigängern zum König erhoben wurde. Rechtmäßiger Thronerbe wäre zwar der einzige Sohn des verstorbenen Kaisers Heinrich VI., der spätere Friedrich II., gewesen, aber dieser war gerade drei Jahre alt und lebte auf Sizilien, so dass Philipp von Schwaben zum Vertreter der staufischen Fraktion in Deutschland aufstieg.
Philipps Tod 1208 ließ den Herzogstitel vakant, bis der mittlerweile 17-jährige Kaisersohn Friedrich, seit neun Jahren König von Sizilien, 1212 aus Süditalien kommend nach Konstanz kam, das Amt in Besitz nahm und am 9. Dezember auch zum deutschen König gewählt wurde. König Friedrich II. gab Schwaben 1217 an seinen sechsjährigen Sohn Heinrich weiter, dem das Herzogtum aber 1235 nach seiner Rebellion gegen den Vater aufgrund eines Beschlusses des Reichstages in Frankfurt wieder entzogen wurde. Der Titel ging an Heinrichs siebenjährigen Halbbruder Konrad, den Friedrich zwei Jahre später zum König (Konrad IV.) wählen ließ und schließlich 1254 an dessen Sohn Konradin (1262 formelle Besitznahme auf einem Hoftag in Ulm), der sechzehnjährig 1268 in Neapel hingerichtet wurde – und der vielen fälschlicherweise als letzter Herzog von Schwaben gilt.

## Das Ende des Herzogtums
Tatsächlich jedoch unternahm Rudolf von Habsburg, nach dem Interregnum seit 1273 deutscher König, den Versuch, den Titel wiederzubeleben und ihn für das Familiengeschlecht der Habsburger zu vereinnahmen. Zu diesem Zweck ernannte er seinen Sohn Rudolf zum Herzog von Schwaben. Nach dem frühen Tod Rudolfs im Jahr 1290 folgte dessen Sohn Johann. Als dieser im Jahr 1308 seinen Onkel, König Albrecht I., ermordete und anschließend ohne einen Erben zu hinterlassen floh, war das Herzogtum Schwaben faktisch erloschen.
Aber auch ohne den von Johann begangenen Mord bzw. sein Verschwinden war Rudolfs Versuch zum Scheitern verurteilt. Nach Konradins Tod hatten sich die schwäbischen Großen, allen voran die Württemberger, am Reichs- und Herzogsgut bedient, so dass Rudolf nur noch die Reste zu zwei Reichslandsvogteien zusammenfassen konnte: Niederschwaben und Oberschwaben, von denen die erste mangels Masse schnell an Bedeutung verlor und 1378 Oberschwaben zugeschlagen wurde. Nach mehrfachen Verpfändungen kam die „Reichslandvogtei in Ober- und Niederschwaben“ 1541 endgültig an Österreich und 1805 dann an Württemberg.
Versuche, den Titel des Herzogs von Schwaben wiederzubeleben, schlugen sämtlich fehl: Alfons X. von Kastilien, der sich 1257 zum deutschen (Gegen-)König wählen ließ, begründete seine Ansprüche auf die Königskrone und Schwaben mit seiner staufischen Großmutter, konnte sie aber nicht durchsetzen. Auch die Württemberger versuchten, aufgrund ihrer territorialen Vormachtstellung den Titel zu erlangen, was ihnen aber ebenfalls nie gelang. Ihre Besitzungen wurden 1495 lediglich zum Herzogtum Württemberg erhoben. Der habsburgische König Maximilian I. war nicht bereit, die Option auf den schwäbischen Titel für sein eigenes Haus dadurch preiszugeben, dass er ihn Eberhard im Bart verliehen hätte.
Die Grenzen des ehemaligen Herzogtums blieben als landsmannschaftliche Zuordnungseinheit auch im Selbstverständnis seiner Bewohner erhalten. Spätere Einigungen, wie z. B. der Schwäbische Bund oder der Schwäbische Reichskreis orientierten sich an dieser alten Verwaltungseinheit.
Als sich Friedrich Wilhelm Karl von Württemberg im Jahr 1806 vom Herzog von Württemberg zum König proklamierte, nahm er den Titel Fürst zu Schwaben an, den er erst nach der Auflösung des Heiligen Römischen Reiches im August 1806 in souveräner Herzog in Schwaben und von Teck änderte. Das Drei-Löwen-Wappen nahm er in das neue Staatswappen auf.

## Fazit
Die tatsächliche Macht der Herzöge von Schwaben war meist zu schwach, um eigentliche Herrscher des Landes zu sein. Wohl führten sie den Heerbann in den Schlachten des Königs, genossen hierbei jedoch nur selten eine Erwähnung. Stets waren sie auf die Gefolgschaft und Treue des weitgehend verwandten Adels angewiesen, der auf den alten Geschlechtern aufbaute, wobei der niedere Adel ebenso wichtig war wie der Hochadel.

## Liste der Herzöge von Schwaben

### Herzöge von Schwaben aus verschiedenen Häusern
| Name          | Herrschaft | Bemerkungen                                                                    |
| ------------- | ---------- | ------------------------------------------------------------------------------ |
| Burchard I.   | 0909–911   | Markgraf in Rätien, Graf im Thurgau und der Baar                               |
| Erchanger     | 0915–917   | Pfalzgraf von Schwaben                                                         |
| Burchard II.  | 0917–926   | Sohn Burchards I., Markgraf in Rätien                                          |
| Hermann I.    | 0926–949   | Vetter König Konrads I.                                                        |
| Liudolf       | 0950–954   | dessen Schwiegersohn, Sohn König Ottos I.                                      |
| Burchard III. | 0954–973   | Sohn Burchards II.                                                             |
| Otto I.       | 0973–982   | Sohn Liudolfs                                                                  |
| Konrad I.     | 0982–997   | Verwandter Hermanns I., wohl Schwager Liudolfs                                 |
| Hermann II.   | 0997–1003  | dessen Sohn                                                                    |
| Hermann III.  | 1003–1012  | dessen Sohn                                                                    |
| Ernst I.      | 1012–1015  | Schwiegersohn Hermanns II.                                                     |
| Ernst II.     | 1015–1030  | dessen Sohn                                                                    |
| Hermann IV.   | 1030–1038  | dessen Bruder                                                                  |
| Heinrich III. | 1038–1045  | unmittelbare Herrschaft des Königs, Stiefbruder Hermanns IV.                   |
| Otto II.      | 1045–1047  | Pfalzgraf von Lothringen                                                       |
| Otto III.     | 1048–1057  | Markgraf von Schweinfurt                                                       |
| Rudolf        | 1057–1079  | Graf von Rheinfelden, deutscher Gegenkönig 1077                                |
| Berthold I.   | 1079–1090  | Sohn Rudolfs, Gegenherzog zu Friedrich I. von Staufen (siehe unten)            |
| Berthold II.  | 1092–1098  | erst Gegenherzog, ab 1098 „Herzog von Zähringen“ (siehe separate Liste danach) |

### Herzöge von Zähringen
1098 kam es zwischen Herzog Berthold II. und Herzog Friedrich I. von Schwaben zu einem Ausgleich. Berthold II. verzichtete auf das Herzogtum Schwaben, erhielt jedoch die Vogtei über die Stadt Zürich und durfte weiter den Titel eines Herzogs von Zähringen führen. Das Machtzentrum der Zähringer verlagerte sich in den Breisgau, so dass sich das zähringische Hoheitsgebiet dem Einfluss des schwäbischen Herzogs zusehends entzog. Zum Ende seines Lebens trug Berthold II. nicht nur den Titel eines Herzogs von Zähringen, sondern hatte auch sein Territorium auf Kosten des schwäbischen Herzogs so weit vergrößert, dass es diesem Anspruch entsprach.
| Name          | Herrschaft | Bemerkungen                                                       |
| ------------- | ---------- | ----------------------------------------------------------------- |
| Berthold II.  | 1098–1111  | bis 1098 Gegenherzog von Schwaben, ab 1098 „Herzog von Zähringen“ |
| Berthold III. | 1113–1122  | dessen Sohn                                                       |
| Konrad        | 1122–1152  | dessen Bruder                                                     |
| Berthold IV.  | 1152–1186  | Sohn Bertholds III.                                               |
| Berthold V.   | 1186–1218  | dessen Sohn                                                       |

### Herzöge von Schwaben während der Zeit der Staufer
| Name                         | Herrschaft | Bemerkungen                                                                   |
| ---------------------------- | ---------- | ----------------------------------------------------------------------------- |
| Friedrich I.                 | 1079–1105  | Erster Herzog aus dem Haus der Staufer und Schwiegersohn Kaiser Heinrichs IV. |
| Friedrich II. der Einäugige  | 1105–1147  | Sohn Friedrichs I.                                                            |
| Friedrich III.               | 1147–1152  | Sohn Friedrichs II., König als Friedrich I. Barbarossa 1152, Kaiser 1155      |
| Friedrich IV. von Rothenburg | 1152–1167  | Sohn von König Konrad III.                                                    |
| Friedrich V.                 | 1167–1170  | ältester Sohn von Friedrich I. Barbarossa                                     |
| Friedrich VI.                | 1170–1191  | dessen Bruder                                                                 |
| Konrad II. von Rothenburg    | 1191–1196  | dessen Bruder                                                                 |
| Philipp                      | 1196–1208  | dessen Bruder, König 1198                                                     |
| Vakanz (kein Herzog)         | 1208–1212  | König Otto IV. zieht Schwaben an die Krone, Anspruch Friedrichs VII.          |
| Friedrich VII.               | 1212–1217  | unmittelbare Herrschaft des Königs Friedrich II., Kaiser 1220                 |
| Heinrich                     | 1217–1235  | dessen Sohn, König als Heinrich (VII.) 1220                                   |
| Friedrich VII.               | 1235–1237  | erneute unmittelbare Herrschaft von Kaiser Friedrich II.                      |
| Konrad III.                  | 1237–1254  | dessen Sohn, König als Konrad IV. 1237                                        |
| Konrad IV.                   | 1254–1268  | Sohn von König Konrad IV., genannt „Konradin“                                 |

### Letzte Herzöge von Schwaben
| Name                  | Herrschaft | Bemerkungen |
| --------------------- | ---------- | --- |
| Vakanz (kein Herzog)  | 1268–1273  | König Wilhelm von Holland beansprucht das Herzogtum (1255), König Alfons X. von Kastilien beansprucht das Herzogtum (1257) |
| Rudolf von Österreich | 1273–1290  | Sohn von König Rudolf I.                                                                                                   |
| Johann Parricida      | 1290–1313  | dessen Sohn |

Nach Johanns kinderlosem Tod hörte Schwaben als Herzogtum faktisch auf zu bestehen.